# パーニニ
パーニニ（IAST: Pāṇini, デーヴァナーガリー: पाणिनि; "パーニの子孫"の意）は、紀元前4世紀頃のインドの文法学者である。ガンダーラ（現在のパキスタン）出身。
パーニニはサンスクリット文法学者であり、ヴェーダの補助学（ヴェーダーンガ）のひとつとして生まれた文法学（ヴィヤーカラナ）の体系を確立した。パーニニはアシュターディヤーイー（IAST: Aṣṭādhyāyī, デーヴァナーガリー: अष्टाध्यायी、「八つの章」の意。『パーニニ文典』とも呼ぶ）として知られる文法体系の中でサンスクリットの形態論を3959個の規則にまとめたことで名高い。
アシュターディヤーイーは母音子音の文字表から語根からの語幹の派生法や複合語の分類及び品詞の活用などについて略記号を用いて古典サンスクリット語文法について詳解している。アシュターディヤーイーはサンスクリット文法についての最古のもののひとつとされているが、パーニニ自身はさらに古い3つの書（ウナーディスートラ、ダートゥパータ、ガナパータ）について言及している。アシュターディヤーイーは共時的言語学、生成言語学としての最古の研究として知られ、またそれとほぼ同じころの、ニルクタ（語源学）、ニガントゥ（類語辞典のようなもの）、シクシャー（音声学、音韻論）とともに言語学の歴史の始まりに位置する。
パーニニによる、広範囲かつ科学的な文法理論は、伝統的に続いて来たヴェーダ語の終わりを記しづけ、同時に今日までに至るサンスクリットの始まりを告げるものである。
2004年8月30日月曜日、インドの郵政省はパーニニをたたえる5ルピーの切手を発行した。

## 時代と背景
パーニニの生涯についてはほとんどわかっていない。何世紀に生きたかも明らかでないが、学説としては前4世紀ごろとするものが支持されている。ナンダ朝がインド平原（ヒンドスタン平野、北インド一帯）を支配していたころと考えられている。
パーニニの文法が古典サンスクリット語（ヴェーダ語でなく）について定めていることから、ヴェーダ時代以降の人物と考えられる。つまり彼の時代にはヴェーダ語は古くなっており、もはや口語として使われなくなった文法事項をいくつかの特別な規則（チャンダスィ、"賛歌において"の意）によって取り扱っているためである。
彼がいつ生きたのかを知る重要な手がかりとは、古代ペルシア語"ヤウナ"に起源をもつと考えられる"ヤヴァナーニー（ギリシア女性またはギリシア文字の意）"という言葉が現れることだが、前330年代のアレクサンダー大王による支配よりずっと以前からガンダーラ地方にはギリシアについての知識があったのであり、ペルシアのダレイオス1世がガンダーラを支配した前520年ごろが上限になる。
パーニニが文典を書物として書きおろしたかどうかについてもよくわかっていないが、アシュターディヤーイーに"文字"、"書記"などの言葉についての言及があることから、当時すでに文字があったことは支持されている。何も書かずにアシュターディヤーイーのような複雑な書を編纂するのは難しいと考えられるが、パーニニは彼の弟子たちの頭を「ノート代わり」にしたという説をとなえるものもいる。
パーニニの業績は純粋に文法学、語彙学に属するが、また、彼が用いた例文や他の文法家への言及により文化的、地理的知識も得ることができ、それによればパーニニが南アジア北西部の人であることがわかる。ヴァスデーヴァを含む新しい神格についての言及もある。ダルマの概念も次のような文に登場する。dharmam carati "彼は法を司る"。

## アシュターディヤーイー "パーニニ文典"
アシュターディヤーイー(Aṣṭādhyāyī (अष्टाध्यायी))はパーニニ文法の中心的な部分をなす。またそれゆえもっとも複雑な部分でもある。ダートゥパータ、ガナパータなどのサンスクリット語彙を入力として取り、正しく構成された語を生成するためのアルゴリズムについて記述している。アシュターディヤーイーは非常に体系的であり、技術的なものである。その方法論には現在の音素、形態素、語根などの概念を内在している。パーニニがまとめたものは冗長なところがなく、サンスクリットの形態論について余すところなく書かれているため、その完成度によって名高い。簡潔にあらわされたパーニニの文法は高度に分析された構造であり、バッカス・ナウア記法などの機械語を想起させる。彼の論理的で洗練された規則とテクニックは古代の言語学、そして現代言語学に大きな影響を与えた。
アシュターディヤーイーは3959個の規則（スートラ）を8章（アディヤーヤ）に分けて説明している。この8つの章はまたそれぞれパーダと呼ばれる4つの部分に分かれている。
テキスト中の例語や、談話の文脈に依存するいくつかの規則から、パーニニの地理的、文化的、歴史的な背景も窺い知ることができる。

### パーニニ文法の規則
冒頭の二つの規則は次のようなものである。
```
   1.1.1 
vṛddhir ādaiC

   1.1.2 
adeṆ guṇaḥ
```

ここで大文字であらわされている文字は特別なメタ言語的シンボルであり、IT(इत्)マーカーと呼ばれる。後のサンスクリット文法学者カーティヤーヤナ（前3世紀）やパタンジャリは同じものを「アヌバンダ」と呼んだ。このCとṆの文字はシヴァスートラ（後述）のそれぞれ4番目の規則("ai, au, C") と3番目の規則 ("e, o, Ṇ")の末尾に符合し、aiCで「aiからCまで」すなわち{ai, au}を、eṆで「eからṆまで」すなわち{e, o}という音素のリストを指す。両方の規則に現れるT（連音によって d に変化している）もITマーカーであり、1.1.70で定義されている。このTはそれに先立つ音素が音素リストではなく、アクセントや鼻音化などの超分節的特徴を含む単一の音素であることを意味する。例えばāTとaTはそれぞれ{ā}、{a}をあらわしている。
したがって、上の2つの規則は音素リストと術語から構成されており、最終的に次のような解釈になる。
```
   1.1.1: 術語vṛ́ddhiは{ā, ai, au}という音素を示す。
   1.1.2: 術語guṇaは{a, e, o}という音素を示す。
```

ここまでくれば、術語guṇaとvṛ́ddhiがそれぞれ母音階梯をあらわしていることもみてとれるだろう。

## 補助的なテキスト
パーニニによるアシュターディヤーイーは3つの補助的な書が付属している。
- シヴァスートラは簡潔であるが、高度にまとめられた音素のリストである。
- ダートゥパータは動詞の語根を分類した語彙リストである。
- ガナパータは名詞の語幹について分類した語彙リストである。

シヴァスートラはアシュターディヤーイーに先立ち、14の規則で音素表記システムについて記したものである。シヴァスートラは、サンスクリットの形態論において特別の役割を果たす個別の音素群について説明している。それぞれの群はプラティヤーハーラと呼ばれる。
ダートゥパータはアシュターディヤーイーで使用される、サンスクリットの動詞語根の一覧である。